# Міністерство національної оборони Китайської Народної Республіки
Міністерство національної оборони Китайської Народної Республіки (кит.: 中华人民共和国国防部), «Національне міністерство оборони»: або скорочено (кит.: 国防部) «Міністерство оборони» другий за рангом виконавчий відділ Кабінету Міністрів при Державній раді. Його очолює міністр національної оборони.
MND було створено відповідно до рішення, ухваленого 1-ю сесією 1-го Всекитайського збору народних представників у 1954 році. На відміну від практики в інших країнах, MND не здійснює командування над Народно-визвольною армією (НВАК), яка натомість підпорядковується Центральній військовій комісії (ЦВК). Натомість сама MND служить лише органом зв’язку, який представляє CMC і PLA, коли має справу з іноземними військовими у військових обмінах та співпраці.
Його офіційні обов'язки полягали у здійсненні єдиного управління розвитком збройних сил країни, таким як комплектування, організація, оснащення, підготовка, наукові військові дослідження НВАК, а також рейтинг і винагорода офіцерів і військовослужбовців. Однак насправді ці обов’язки виконують 15 відділів ЦМК.

## Структура

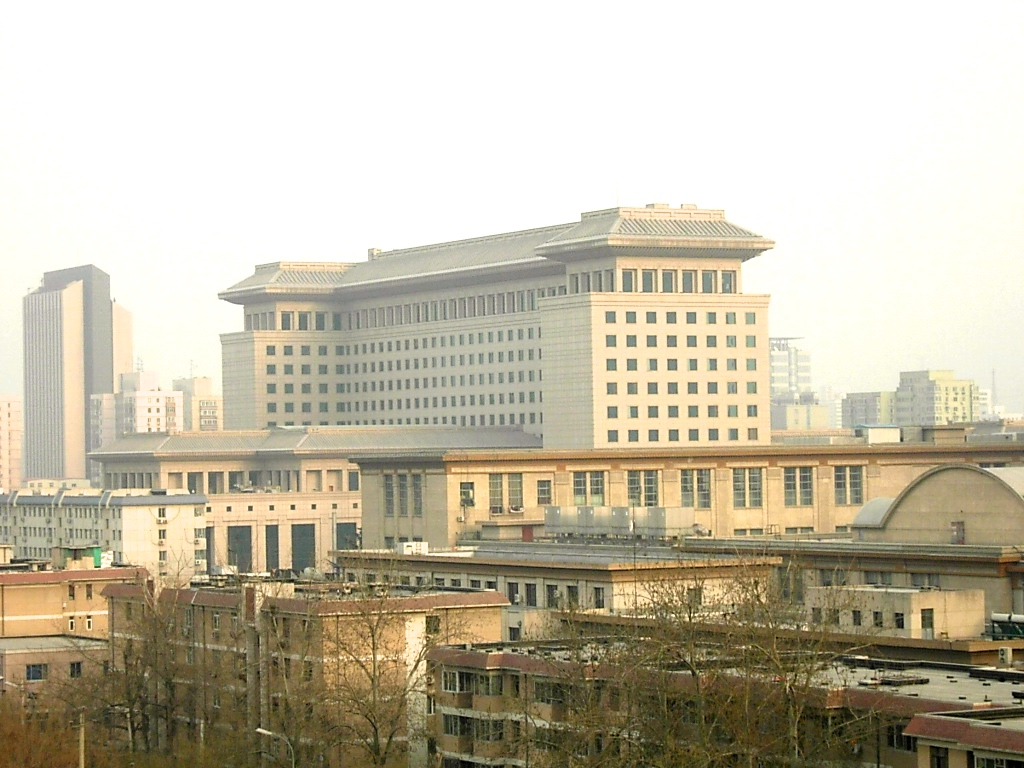
Комплекс будівель Міністерства національної оборони у Пекіні (2006).

У Міністерстві національної оборони дуже мало департаментів, які фактично керуються департаментами CMC.
- Інформаційне бюро
- Міжнародне бюро комунікацій
- Управління закордонних справ
- Офіс миротворчості
  - Центр миротворчих справ
- Мобілізаційне відділення

## Міністри
Згідно з Конституцією Китаю, міністр національної оборони призначається прем'єр-міністром Китаю і затверджується всекитайськими зборами народних представників або його Постійним комітетом.
Хоча саме міністерство не має великих повноважень, роль міністра національної оборони завжди розглядалася як одна з найважливіших посад у політичній системі країни. Посаду міністра завжди надавалося діючому військовому офіцеру (за винятком Ген Бяо), члену Державної ради та члену ЦК Комуністичної партії Китаю та члену (іноді віце-голові) Центральної військової комісії, що дозволило брати участь у прийнятті рішень в НОАК, уряді та партії. У 2018 році чинний президент Вей Фенхе став першим міністром, який не прибув із Сухопутних військ НОАК.

### Список міністрів оборони
| №                      | Портрет | Міністр                                       | Вступив на посаду    | Покинув посаду       | Час на посаді       | оборонна галузь       |
| ---------------------- | ------- | --------------------------------------------- | -------------------- | -------------------- | ------------------- | --------------------- |
| 1                      |         | Маршал Пен Дехуай 彭德怀 (1898–1974)          | 28 вересня 1954 року | 17 вересня 1959 року | 4 роки, 6 місяців   | Сухопутні війська НВА |
| 2                      |         | Маршал Лінь Бяо 林彪 (1907–1971)              | 17 вересня 1959      | 13 вересня 1971      | 12 років, 4 місяці  | Сухопутні війська НВА |
| Вакантне місце 1971–75 |         |                                               |                      |                      |                     |                       |
| 3                      |         | Маршал Є Цзяньїн 叶剑英 (1897–1986)           | 17 січня 1975        | 26 лютого 1978       | 3 роки, 1 місяць    | Сухопутні війська НВА |
| 4                      |         | Маршал Сюй Сянцянь 徐向前 (1901–1990)         | 26 лютого 1978       | 6 березня 1981       | 2 роки, 11 місяців  | Сухопутні війська НВА |
| 5                      |         | Ген Бяо 耿飚 (1909–2000)                      | 6 березня 1981       | 19 листопада 1983    | 2 роки, 3 місяці    | Сухопутні війська НВА |
| 6                      |         | Генерал Чжан Айпін 张爱萍 (1910–2003)         | 19 листопада 1982    | 12 квітня 1988       | 5 років, 4 місяці   | Сухопутні війська НВА |
| 7                      |         | Генерал Цинь Цзівей 秦基伟 (1914–1997)        | 12 квітня 1988       | 29 березня 1993      | 4 роки, 11 місяців  | Сухопутні війська НВА |
| 8                      |         | Генерал Чи Хаотянь 迟浩田 (народився 1929)    | 29 березня 1993      | 17 березня 2003      | 9 років, 11 місяців | Сухопутні війська НВА |
| 9                      |         | Генерал Цао Ганчуань 曹刚川 (народився 1935)  | 17 березня 2003      | 17 березня 2008      | 5 років             | Сухопутні війська НВА |
| 10                     |         | Генерал Лян Гуанле 梁光烈 (народився 1940)    | 17 березня 2008      | 16 березня 2013      | 5 років             | Сухопутні війська НВА |
| 11                     |         | Генерал Чан Ваньцюань 常万全 (народився 1949) | 16 березня 2013      | 19 березня 2018      | 5 років             | Сухопутні війська НВА |
| 12                     |         | Генерал Вей Фенхе 魏凤和 (народився 1954)     | 19 березня 2018      | 12 березня 2023      | 4 роки, 72 дні      | Ракетний загін НВА    |
| 13                     |         | Генерал Лі Шанфу 李尚福 (народився 1958)      | 12 березня 2023      | діючий               |                     |                       |

## Див.також
- Уряд Китайської Народної Республіки
- Воєнна дипломатія

### Цитати
- Міністерство національної оборони. SinoDefence.com. Архів оригіналу за 9 листопада 2007. Процитовано 21 листопада 2007.